# مناورات درع الخليج
مناورات درع الخليج 1 (بالإنجليزية: Gulf Shield One)‏ هي مناورات عسكرية بحرية انطلقت في 3 محرم الحرام 1438، 4 أكتوبر 2016، بمياه الخليج العربي ومضيق هرمز وبحر عُمان وتنفذها تشكيلات عسكرية من القوات البحرية الملكية السعودية التابعة للأسطول الشرقي السعودي، حيث تضم سفن حربية وزوارق سريعة، بالإضافة إلى مشاركة طيران القوات البحرية وقوات من مشاة البحرية ووحدات الأمن البحرية الخاصة. صرّحت المملكة العربية السعودية أن المناورات تستهدف رفع الجاهزية القتالية للقوات السعودية، بغية التصدي لأي عدوان قد يهدد أمن الخليج العربي أو أمن المملكة العربية السعودية.

## ردود الفعل الإيرانية
- حذر الحرس الثوري الإيراني القوات البحرية السعودية المشاركة في مناورات «درع الخليج 1»، من مغبة الاقتراب من حدود إيران المائية أو عبور المياه الدولية قرب المياه الإيرانية، مضيفًا أن ذلك لن يمر دون رد. وشدّد «الحرس الثوري الإيراني» على جاهزيته العسكرية للرد، في حال عبرت البوارج الحربية السعودية المياه الدولية القريبة من الحدود البحرية الإيرانية.